# داته سابورو
داته سابورو (ژاپنی: 伊達三郎؛ ۲۷ مارس ۱۹۲۴ – ۱۲ سپتامبر ۱۹۹۱) بازیگر ژاپنی بود. در سال ۱۹۴۵ او با شرکت دایئی فیلم قرارداد بست و حرفه بازیگری را آغاز نمود. سال بعد، او در نخستین فیلمش با عنوان اوکاگورا کیودای به کارگردانی هیروشی ایناگاکی نقش‌آفرینی کرد. در همان زمان، ایناگاکی نام هنری داته سابورو را به او داد. از آنجایی که دایئی در سال ۱۹۷۰ از تولید فیلم دست کشید، او آنجا را ترک کرد و بازیگر آزاد شد.
او از ۱۹۴۷ تا ۱۹۹۰ در حدود ۲۰۰ فیلم ظاهر شد که از میانشان می‌توان گورستان شرافت، اوگتسو مونوگاتاری، ادامه داستان زاتوایچی، قطار سریع‌السیر، انتقام بازیگر، چهل و هفت رونین وفادار و بهمن را نام برد.

## گزیده فیلم‌شناسی
- اوکاگورا کیودای (۱۹۴۶)
- بهمن (۱۹۵۲)
- اوگتسو مونوگاتاری (۱۹۵۳)[۳]
- دروازه جهنم (۱۹۵۳)[۳]
- سانشوی مباشر (۱۹۵۴)[۳]
- عاشقان مصلوب (۱۹۵۴)
- چهل و هفت رونین وفادار (۱۹۵۸)
- شاهدخت تسوکی (۱۹۵۸)[۴]
- نیچیرن و حمله بزرگ مغول (۱۹۵۸)[۵]
- ادامه داستان زاتوایچی (۱۹۶۲)
- دای‌ماجین (۱۹۶۶)
- هیولاهای یوکای: همراه با ارواح (۱۹۶۹)[۶]
- هیتوکیری (۱۹۶۹)
- گرگ تنها و توله: شمشیر انتقام (۱۹۷۲)
- گرگ تنها و توله: کالسکه بچه به سوی ایزد مرگ (۱۹۷۲)
- گورستان شرافت (۱۹۷۵)
- قطار سریع‌السیر (۱۹۷۵)
- روزهای کودکی (۱۹۹۰)